# Erythropitta
Genre
Erythropitta est un genre d'oiseaux de la famille des Pittidae dont les espèces se rencontrent en Asie du Sud-Est et en Océanie.

## Liste des espèces
Selon la classification de référence du Congrès ornithologique international (version 15.1, 2025) :
- Erythropitta kochi (Brüggemann, 1876) – Brève de Koch
- Erythropitta erythrogaster (Temminck, 1823) – Brève à ventre rouge
- Erythropitta dohertyi (Rothschild, 1898) – Brève des Sula
- Erythropitta celebensis (Müller & Schlegel, 1845) – Brève des Célèbes
- Erythropitta rufiventris (Heine, 1860) – Brève des Moluques
- Erythropitta rubrinucha (Wallace, 1862) – Brève de Buru
- Erythropitta macklotii (Temminck, 1834) – Brève de Macklot
- Erythropitta novaehibernicae (Ramsay, 1878) – Brève de Nouvelle-Irlande
- Erythropitta meeki (Rothschild, 1898) – Brève des Louisiade
- Erythropitta venusta (Müller, 1836) – Brève gracieuse
- Erythropitta granatina (Temminck, 1830) – Brève grenadine
- Erythropitta ussheri (Gould, 1877) – Brève d'Ussher
- Erythropitta arquata (Gould, 1871) – Brève à bandeau